# Библиография на Брандън Сандерсън
Това е списък на произведенията на американския писател на фентъзи и научна фантастика Брандън Сандерсън, издадени на български и на английски език.

## Космер
Много от творбите на Сандерсън се развиват на различни планети във всеобхватна вселена, известна с името Космер. Те често са свързани така, че това да не е веднага очевидно, като някои герои се появяват в повече от една серия.

### Елантрис (Elantris)
Фентъзи серия, включваща романа „Елантрис“ – първата издадена книга на Сандерсън и още два предстоящи романа, както и свързаните с нея произведения: повестта „Душата на императора“ и няколко разказа, сред които и „Надеждата на Елантрис“.
1. Elantris (2005)
Eлантрис, изд. „Бард“ (2012), прев. Красимир Вълков, ISBN 9789546553102 
Eлантрис, изд. „Студио Арт Лайн“ (2024), прев. Красимир Вълков, ISBN 9786191934492 (с твърди корици, с допълнителния текст и илюстрации от десетото юбилейно издание); ISBN 9786191934485 (с меки корици)
2. Предстоящ роман
3. Предстоящ роман

- The Emperor's Soul (2012) – награда „Хюго“ за 2013 г.
 Душата на императора, изд. „Студио Арт Лайн“ (2017), прев. Йоана Гацова, ISBN 978-619-193-079-1
 Душата на императора, в „Арканум: Необуздан. Колекцията за Космера“, изд. „Студио Арт Лайн“ (2022), прев. Деница Райкова, ISBN 978-619-193-259-7

През 2015 г. е публикувано Elantris (Tenth Anniversary Author's Definitive Edition) – издание по повод десетата годишнина на книгата „Елантрис“, със същото съдържание на „Елантрис“, но включващо предговор от Дан Уелс и много разширено приложение, включително поредицата от изтрити сцени The Mad Prince. Художествената част е преработено от Айзък Стюарт, който актуализира символите от книгата и картите отпред, отговаряйки по-добре на визията на автора за това как пейзажът се свързва с романа. И има една нова сцена „някъде, където може би не очаквате да я намерите“.
Разкази към серията:
- 1.5 The Hope of Elantris (2007)[3]
Надеждата на Елантрис, в „Арканум: Необуздан. Колекцията за Космера“ (2022)
- Elantris Deleted Scenes: The Mad Prince (2013), онлайн[4] и в Elantris (Tenth Anniversary Author's Definitive Edition), изд. Tor, САЩ, 2015)
- A Special Extra Scene (Elantris) (2015), в Elantris (Tenth Anniversary Author's Definitive Edition, изд. Tor, САЩ)
- The Selish System (2016)
 Системата на Сел, в „Арканум: Необуздан. Колекцията за Космера“ (2022)

### Мъглороден (Mistborn)
„Мъглороден“ е поредица от епични фентъзи романи, издадени от изд. Tor Books в САЩ. Първите три романа от нея – „Последната империя“, „Кладенецът на възнесението“ и „Героят на времето“, публикувани между 2006 и 2008 г., съставляват оригиналната трилогия. За да подготви читателите за втората поредица, в която действието се развива 300 години по-късно, Сандерсън написва преходен роман на име „Сплавта на закона“, който се превръща в първата част от тетралогията „Уакс и Уейн“ (Wax and Wayne). В нея влизат и романите „Отсенки от себе си“, „Оковите на скръбта“ и „Изгубеният метал“. През януари 2016 г. Сандерсън публикува повестта „Мъглороден: тайна история“ – придружаваща повест към оригиналната трилогия.
1. The Final Empire (2006), изд. и като Mistborn
Последната империя, изд. „Бард“ (2010), прев. Юлиян Стойнов, ISBN 978-954-655-123-8; изд. „Студио Артлайн“ (2019), ISBN 978-619-193-153-8; 2025 (юбилейно изд.), ISBN 9786191933167
2. The Well of Ascension (2007)
Кладенецът на възнесението, изд. „Бард“ (2010), прев. Юлиян Стойнов, ISBN 978-954-655-146-7; изд. „Студио Арт Лайн“ (2020), ISBN 9786191931682; 2023 (юбилейно изд.), ISBN 9786191933143
3. The Hero of Ages (2008)
Героят на времето, изд. „Бард“ (2011), прев. Юлиан Стойнов, ISBN 978-954-655-186-3; изд. „Студио Арт Лайн“ (2020), ISBN 978-619-193-177-4; 2023 (юбилейно изд.), ISBN 9786191933150
4. The Alloy of Law (2011)
Сплавта на закона: 300 години по-късно, изд. „Бард“ (2011), прев. Юлиан Стойнов, ISBN 978-954-655-262-4; изд. „Студио Арт Лайн“ (2020), ISBN 978-619-193-195-8
5. Shadows of Self (2015)
Отсенки от себе си, изд. „Студио Арт Лайн“ (2017), прев. Йоана Гацова; Петър Тушков, ISBN 978-619-193-088-3
6. Bands of Mourning (2016)
Оковите на скръбта, изд. „Студио Арт Лайн“ (2018), прев. Йоана Гацова, ISBN 978-619-193-119-4
7. The Lost Metal (2022)
Изгубеният метал, изд. „Студио Арт Лайн“ (2023), прев. Деница Райкова, ISBN 978-619-193-305-1

- Части 1 – 3 съставляват оригиналната трилогия, а части 4 – 7 – серията Wax and Wayne

Към поредицата се причисляват и:
- The Eleventh Metal (2011) – разказ[5]
 Единайсетият метал, пълен вариант в „Арканум: Необуздан. Колекцията за Космера“, изд. „Студио Арт Лайн“ (2022), прев. Деница Райкова, ISBN 978-619-193-259-7
- Mistborn: Secret History (2016) – повест (електронна книга)
Мъглороден: Тайна история, в „Арканум: Необуздан. Колекцията за Космера“ (2022)
- The Scandrian System (2016) – разказ
 Скадриалската система, в „Арканум: Необуздан. Колекцията за Космера“ (2022)

Романите от поредицата са издадени в следните компилации:
- Mistborn Trilogy Boxed Set – първите три романа
Колекция Мъглороден - Ера I, изд. „Студио Артлайн“ (2023), превод Юлиян Стойнов, ISBN 978-619-193-317-4 (юбилейно издание, с обновени цветове и дизайн на кориците, ново оформление, допълнителна редакция, допълнителен предговор от автора и добавени двуцветни карти)
- Mistborn Boxed Set – първите шест романа

#### Мъглороден: приключенска игра (The Mistborn Adventure Game) – с Алекс Флег
„Мъглороден: приключенската игра“ е ролева игра под формата на книга, публикувана през 2011 г. от Crafty Games и основаваща се на поредицата романи „Мъглороден“ на Сандерсън. Той участва в създаването на играта, която се развива в Скадриал – света, в който се развива сюжета на „Мъглороден“.
1. The Mistborn Adventure Game (2011) – с Алекс Флег и др.
2. Terris: Wrought of Copper (2014) – приложение, с Алекс Флег
3. Alloy of War (2014) – приложение, с Алекс Флег
4. Skaa: Tin & Ash (2015) – приложение, с Роб Во
5. The Alloy of Law: Masks of the Past (2017) – приложение

- Allomancer Jak and the Pits of Eltania, Episodes 28 through 30 (2014) – разказ, в приложението Alloy of War и в сборника Arcanum Unbounded: The Cosmere Collection (2016)

### Спиращия войната (Warbreaker)
Включва фентъзи романа „Спиращия войната“, разказващ историята на Вивена и Сири – две принцеси от страната Идрис. Сандерсън смята да напише и втори роман с възможното заглавие „Нощна кръв“ (Nightblood) по името на живия меч, носен от Вашер – един от главните герои на „Спиращия войната“. Това няма да е продължение в най-тесния смисъл на думата, т. к. първата книга е написана като самостоятелен роман.
1. Warbreaker (2009)
Спиращият войната, изд. „Бард“ (2014), прев. Валерий Русинов, ISBN 9789546553102 ; изд. „Студио Арт Лайн“ (2023), прев. Валерий Русинов, ISBN 978-619-193-331-0 (мека корица)[6]; ISBN 978-619-193-332-7 (твърда корица)[7], с включени допълнителни цветни илюстрации и редакция на превода
2. Nightblood – предстоящ

### Летописите на светлината на бурята(The Stormlight Archive)
Поредица от романи в жанра „епично фентъзи“. 
1. The Way of Kings (2010) – фентъзи награда „Дейвид Гемел“ (2011)
Пътят на кралете, изд. „Студио Арт Лайн“ (2014), прев. Борис Шопов, ISBN 978-954-2908-61-6 ; 2024, ISBN 9786191933792 (лимитирано изд.); 2024, ISBN 9786191933808 (юбилейно изд.)
2. Words of Radiance (2012) – фентъзи награда „Дейвид Гемел“ (2015)
Сияйни слова, изд. „Студио Арт Лайн“ (2014), прев. Борис Шопов, Катерина Георгиева, ISBN 978-619-193-003-6; 2024, ISBN 9786191933839 (лимитирано изд.), 2024, ISBN 9786191933846 (обикновено изд. с твърди корици)
3. Oathbringer (2017)
Заклеващия, изд. „Студио Арт Лайн“ (2017), прев. Йоана Гацова, Вихра Манова, ISBN 978-619-193-110-1; 2024, ISBN 9786191933778 (лимитирано изд.); 2024, ISBN 9786191933785 (обновено изд. с твърди корици)
4. Rhythm of War (2020)
Ритъмът на войната, изд. „Студио Арт Лайн“ (2020), прев. Цветана Генчева, ISBN 978-619-193-202-3; 2024, ISBN 9786191933822 (лимитирано изд.)
5. Wind and Truth (2024)
Вятър и истина, изд. „Студио Артлайн“ (2025), прев. Цветана Генчева, ISBN 9786191935086; 2025, ISBN 9786191935093 (лимитирано изд.)

Към серията се отнасят и:
- Rysn (2012) – разказ, в антологията ;Epic: Legends and Fantasy:
„Рисн“, в ;Епично: легенди на фентъзито:, съст. Джон Джоузеф Адамс, изд. „Студио Арт Lайн“ (2014), прев. Александър Христов, Борис Шопов, ISBN 978-954-2908-98-2
- Deleted Scenes from the 2002 Version of The Way of Kings (2014) – изтрити сцени от „Пътят на кралете“, в антологията „Altered Perceptions“ (съст. Дан Уелс)
- Stormlight Archive Scene (2014) – допълнителна сцена към серията
- The Thrill (2016) – разказ, в антологията „Unfettered II: New Tales By Masters of Fantasy“ (съст. Шон Спикман)
- The Rosharan System (2016) – разказ
 Системата на Рошар, в „Арканум: Необуздан. Колекцията за Космера“ (2022)
- Edgedancer (2016) – повест
Танцуваща по ръба, изд. „Студио Арт Лайн“ (2025), прев. Борис Шопов, Деница Иванова Райкова, ISBN 978-619-193-460-7 и в „Арканум: Необуздан. Колекцията за Космера“ (2022)
- The Stormlight Archive – A Pocket Companion to The Way of Kings and Words of Radiance (2016) – справочник (ограничено издание)
- Dawnshard (2020) – повест
Отломък от зората, изд. „Студио Арт Лайн“ (2024), прев. Красимир Вълков, ISBN 978-619-193-393-8
- The Way of Kings Prime (2020) – онлайн повест, 1-ва чернова на оригинала

Произведенията от поредицата са издадени в следните компилации:
- Stormlight Archive Series Brandon Sanderson Collection 4 Books Bundles Set (2017) – части 1 – 3 и повестта Edgedancer
- The Stormlight Archive: 4 Books Bundle Collection With Gift Journal (2017) – Words of Radiance Part One, Words of Radiance Part Two, The Way of Kings Part One, The Way of Kings Part Two и подаръчно списание
- The Stormlight Archive, Books 1 – 3 (2018) – части 1 – 3
- Сияйни слова (издание в два тома), изд. „Студио Арт Лайн“ (2014), ISBN 9786191930029

### Бял пясък (White Sand)
„Бял пясък“ е фентъзи графичен роман в 3 части на изд. „Dynamite Entertainment“ (в САЩ), адаптация на Рик Хоскин, с произведения на изкуството на Джулиус Гопес в първия том и по-късно на Фриц Касас. Първата част от трилогията, Бял пясък том I, е публикувана на през юни 2016 г., втората – през февруари 2018 г., а третата и последна част – през септември 2019 г. Действието се развива в пустинния свят Таладаин, където млад мъж на име Кентън се обучава, за да се превърне в майстор на пясъците, използвайки тайнствена магия с цел манипулиране на пясъка на планетата.
1. White Sand Volume 1 (2016)
Бял пясък, изд. „Студио Арт Лайн“ (2016), прев. Йоана Гацова, ISBN 978-619-193-089-0
2. White Sand Volume 2 (2018)
3. White Sand Volume 3 (2019)

- White Sand Omnibus – трите части в един том с редакция на цветовете и с добавен нов пролог и речник (наречен Ars Arcanum).[8]
Бял пясък: омнибус, изд. „Студио Арт Лайн“ (2024), прев. Рая Делчева, ISBN 978-619-193-360-0.[9]
- The Taldain System (2016) – разказ
- White Sand (excerpt) (2016) – откъс от графичния роман и въведение и първа глава от черновата в проза от 1999 г., в „Арканум: Необуздан. Колекцията за Космера“ (2022)

### Треноди (Threnody)
Треноди (Тренодия) е светът, в който се намират Горите на ада, и мястото, в което се развива действието на повестта от 2013 г. „Сенки за Сайлънс в Горите на ада“. Тази планета е населена от хора, известни като тренодити, както и враждебни духове в състояние да превръщат хората в сенки само с едно докосване.
- Shadows for Silence in the Forests of Hell (2013), в сборника „Dangerous Women“ (съст. Джордж Р. Р. Мартин и Гарднър Дозоа)
Сенки за Сайлънс в Горите на ада, в „Арканум: Необуздан. Колекцията за Космера“ (2022)

### Първият от Слънцето (First of the Sun)
Повест за трапера „Шестият от Здрача“, развиваща се на „Първият от Слънцето“ – един от световете на Системата на Дроминад (планетарна система от седем планети и астероиден пояс).
- Sixth of the Dusk (2014) повест, в сборника Shadows Beneath: The Writing Excuses Anthology (с Мери Робинет Ковал, Дан Уелс и Хауърд Тейлър)
Шестият от Здрача, в „Арканум: Необуздан. Колекцията за Космера“ (2022)
- The Drominad System (2016) – разказ
Системата на Дроминад, в „Арканум: Необуздан. Колекцията за Космера“ (2022)

### Тайни проекти (Secret Projects)
През пролетта на 2022 г. Брандън Сандерсън стартира кампания на платформа Кикстартър, за да обяви четири тайни романа, като три се развиват във вселената на Космер. Кампанията е най-успешната кампания на Кикстартър досега. Тези, които са се записали, са и първите, които получават книгите – на всеки три месеца от 2023 г. Във всяка книга има цветни преден и заден форзац, както и вложки с цветни илюстрации.
1. Tress of the Emerald Sea (2023) 
Трес от Смарагдово море, изд. „Студио Арт Лайн“ (2023), прев. Мартина Неделчева, ISBN 978-619-193-353-2[12]
2. The Frugal Wizard's Handbook for Surviving Medieval England (2023) 
Наръчник на пестеливия магьосник за оцеляване в средновековна Англия, изд. „Студио Арт Лайн“ (2024), прев. Калина Бачеванова, ISBN 978-619-193-372-3
3. Yumi and the Nightmare Painter (2023)
Юми и художникът на кошмари, изд. „Студио Арт Лайн“ (2024), прев. Мартина Неделчева, ISBN 978-619-193-457-7
4. The Sunlit Man (2023) 
Озарения, изд. „Студио Арт Лайн“ (2024), прев. Мартина Неделчева, ISBN 978-619-193-438-6
5. Isles of the Emberdark (2025)[13]

### Други произведения в света на Космера
- Arcanum Unbounded: The Cosmere Collection (2016) 
Арканум: Необуздан. Колекцията за Космера, изд. „Студио Арт Лайн“ (2022), прев. Деница Иванова Райкова, ISBN 978-619-193-259-7 – сборник, съдържащ:
  - Душата на императора (The Emperor's Soul) (2012) – новела
  - Надеждата на Елантрис (The Hope of Elantris) (2007) – разказ
  - Единайсетият метал (The Eleventh Metal) (2011) – разказ
  - Аломантът Джак и Ямите на Елтания (Allomancer Jack and the Pits of Eltania, Episodes 28 through 30) (2014) – разказ
  - Мъглороден: Тайната история (Mistborn: Secret History) (2016) – повест
  - Бял пясък (White Sand) (2016) – част от графичната новела от 2016 г. и непубликувана уводна част
  - Сенки за Сайлънс в Горите на ада (Shadows for Silence in the Forests of Hell) (2013) – новела
  - Шестият от Здрача (Sixth of the Dusk) (2014) – повест
  - Танцуваща по ръба  (Edgedancer) (2016) – новела; също и самостоятелно от изд. „Артлайн Студиос“, 2025, „ ISBN 9786191934607
- The Traveler (2018) – онлайн миниразказ[14]

## Други поредици

### Възмездителите (The Reckoners)
Трилогия от младежки романи за супергерои, в които се изобразен постапокалиптичен свят, в който появата на космическото същество на име „Бедствие“ дава на случайни хора свръхчовешки сили, превръщайки ги в „Епични“. Благодарение на това те поробват останалата част от човечество, причинявайки крах на традиционните правителства. Един младеж се присъединява към групата, която убива Епичните.
1. Steelheart (2013) 
Стоманеното сърце, изд. „Студио Арт Лайн“ (2013), прев. Борис Шопов, ISBN 978-954-2908-69-2; 2018, ISBN 978-619-193-113-2 (мека корица)
2. Firefight (2015)
Зарево, изд. „Студио Арт Лайн“ (2015), прев. Борис Шопов; Катерина Георгиева, ISBN 978-619-193-017-3; 2018, ISBN 978-619-193-114-9
3. Calamity (2016)
Злочестие, изд. „Студио Арт Лайн“ (2016), прев. Борис Шопов; Катерина Георгиева, ISBN 978-619-193-045-6; 2018, ISBN 978-619-193-115-6

- Mitosis (2013) – повест с главен герой – епичния Митозис, чието действие се развива между книга 1 и 2 на поредицата.
- The Reckoners Series (2016) – компилации от части 1 – 3
Колекция „Възмездителите“, изд. „Студио Арт Лайн“ (2022), прев. Борис Шопов; Катерина Георгиева, ISBN 9786191931712

### Тексаски възмездители (Texas Reckoners)
1. Lux (2021) – роман (със Стивън Болс)

### Пазители от Апокалипсиса (Apocalypse Guard)
Предстояща трилогия от романи за младежи, чието действие се развива в същата многовселена като тази от серията „Отмъстителите“. В нея само част от световете са стабилни, но за съжаление те непрекъснато са изправени пред възможността за апокалипсис. „Пазителите от Апокалипсиса“ са организация от учени, инженери и хора с изключителни способности, посветени на създаването и осъществяването на планове за предотвратяване на апокалипсиса, ако е възможно, или за евакуацията на планетата, ако не е.
1. The Apocalypse Guard (2016)

### Серия „Към небето“ (Skyward)
1. Skyward (2018)
Към небето, изд. „Студио Арт Лайн“ (2019), прев. Цветана Генчева, ISBN 978-619-193-147-7 (луксозна корица); 2020, ISBN 978-619-193-188-0 (мека корица)
2. Starsight (2019)
Към звездите, изд. „Студио Арт Лайн“ (2020), прев. Цветана Генчева. ISBN 978-619-193-194-1 ; 2021 (мека корица), ISBN 9786191932306
3. Cytonic (2021)
Към никъде, изд. „Студио Арт Лайн“ (2022), прев. Цветана Генчева. ISBN 978-619-193-245-0 ; 2021 (луксозна корица), ISBN 9786191932450
4. Defiant (2023)
Към края, изд. „Студио Арт Лайн“ (2024), прев. Цветана Генчева. ISBN 978-619-193-358-7 (мека корица); ISBN 978-619-193-359-4 (твърда корица).
Към серията принадлежат:
- 0. 5 Defending Elysium (2008) (Защитата на Елисиум, фен превод от 2022 г.), разказ в сп. „Asimov's Science Fiction“ (октомври-ноември) и онлайн.
- 2.1 Sunreach (2021) (Сънрийч фен превод от 2022 г.), повест
- 2.2. ReDawn  (2021) (РеДаун, фен превод 2022 г.), повест
- 3.1 Evershore (2021) (Евършор, фен превод 2022 г.),повест

### Skyward Flight
С Джанси Патерсън. Всяка разказвана от гледна точка на различен член на екипа по Детритъс.
1. Sunreach (2021)
2. ReDawn (2021)
3. Evershore (2021)

### Легион (Legion)
Поредица от научнофантастични повести и романи с главен герой Стивън Лийдс, по-известен като „Легион“ – човек, чието уникално психическо състояние му позволява да създава множество личности. Той е блестящ в разрешаването на проблеми, богат и доста добър в това, което прави, подпомогнат от своите халюцинации.
1. Legion (2012) – повест
Легион, изд. „Студио Арт Лайн“ (2016), прев. Йоана Гацова, ISBN 978-619-193-078-4
2. Skin Deep (2014) – роман
Легион: На една ръка разстояние, изд. „Студио Арт Лайн“ (2017), прев. Йоана Гацова, ISBN 978-619-193-087-6
3. Lies of the Beholder (2018) – повест
Легион – лъжи наяве, изд. „Студио Арт Лайн“ (2019), прев. Цветана Генчева, ISBN 978-619-193-146-0

- Legion: The Many Lives of Stephen Leeds (2018) – компилация от части 1 – 3.

### Инфинити Блейд (Infinity Blade)
Обхваща две фентъзи повести в ел. формат за младия рицар Сирис и борбата му срещу Краля-бог, базирани на известната екшън видео игра с елементи на ролева игра на ChAIR Entertainment and Epic Games. Повестите са издадени между втората и третата игра от поредицата, в която фантастичния свят на „Инфинити блейд“ е свят на мистерии и интриги, където магията и технологиите са неразличими, а животът и смъртта не са това, което изглеждат.
1. Awakening (2011) 
Пробуждане, изд. „Студио Арт Лайн“ (2019), прев. Цветанка Генчева, ISBN 978-619-193-152-1
2. Redemption (2013) 
Изкупление, изд. „Студио Арт Лайн“ (2020), прев. Цветанка Генчева, ISBN 978-619-193-178-1

### Ритматистът (Rithmatist)
Серия от фентъзи романи за младежи с главни герои – избраниците Ритматисти. Те са воини, използващи геометричните шарки с креда (Линии), за да правят магии с физически ефект, като защита, нападение на противник или вдъхване на живот у същества на име „чолклинги“. Ритматистите са основната защита на Обединените американски острови от заплахата за бягство на дивите чолклинги от Кулата.
1. The Rithmatist (2013)
Ритматистът, изд. „Студио Арт Лайн“ (2013), прев. Борис Шопов, ISBN 978-954-2908-54-8
2. The Aztlanian – предстои

### Тъмния (Dark One)
1. Dark One (2021) – роман

Към поредицата принадлежат:
- Dark One (2021), графична повест, с Джексън Ланциг и Колин Кели
- Dark One: Forgotten (2023), аудиокнига, с Дан Уелс

### Алкатрас срещу злите библиотекари (Alcatraz Versus The Evil Librarians)
Серия от младежки фентъзи романи за тийнейджъра Алкатраз Смедри.
1. Alcatraz Versus the Evil Librarians (2007)
Алкатрас срещу злите библиотекари, изд. „Студио Арт Лайн“ (2021), прев. Деница Иванова Райкова, ISBN 978-619-193-232-0
2. Alcatraz Versus the Scrivener's Bones (2008)
Алкатрас и костите на Писаря, изд. „Студио Арт Лайн“ (2022), прев. Деница Иванова Райкова, ISBN 978-619-193-274-0
3. Alcatraz Versus the Knights of Crystallia (2009)
Алкатрас и рицарите на Кристалия, изд. „Студио Арт Лайн“ (2024), прев. Деница Иванова Райкова, ISBN 9786191933907
4. Alcatraz Versus the Shattered Lens (2010)
5. The Dark Talent (2016)
6. Bastille vs. the Evil Librarians: The Worldspire (2022)

- Alcatraz (2012) – компилация от части 1 – 4

### Колелото на времето (Wheel of Time)
След смъртта на американския фентъзи писател Робърт Джордан Брандън Сандерсън е избран от овдовялата му съпруга Хариет Макдугъл да довърши последната книга от поредицата „Колелото на времето“. „Спомен за Светлина“, наречена така по волята на покойния писател, впоследствие е разделена на три части. Първата книга е издадена през ноември 2009 г., а останалите два тома – през ноември 2010 г. и ноември 2011 г.
12. The Gathering Storm (2009)
Буря се надига, изд. „Бард“ (2010), прев. Валерий Русинов, ISBN 9546551085 ; 2024, ISBN 9789546551085
13. Towers of Midnight (2010)
Среднощни кули, изд. „Бард“ (2011), прев. Валерий Русинов, ISBN 9546552181 ; 2025, ISBN 9789546552181
14. A Memory of Light (2013)
Спомен за Светлина, изд. „Бард“ (2013), прев. Валерий Русинов, ISBN 9546554000, 2025, ISBN 9789546554000
Към поредицата се отнасят и следните произведения:
- What the Storm Means: Prologue to the Gathering Storm (2009)
- River of Souls (2013) – разказ, в антология Unfettered: Tales by Masters of Fantasy (съст. Шон Спикман)
- A Fire Within the Ways (2019) – повест, пак там

### Magic: The Gathering
Участие с в междуавторския проект, базиран на първата сборна игра на карти Magic: The Gathering.
- Magic: Children of the Nameless (2018) – повест
Деца на безименните, изд „Студио Арт Лайн“ (2020), прев. Цветана Генчева, ISBN 978-619-193-211-5

### Сборници
- Brandon Sanderson's Fantasy Firsts (2017) – електронна книга (The Way of Kings, Mistborn: The Final Empire, The Rithmatist и Alcatraz vs. The Evil Librarians)
- Legion and the Emperor's Soul (2013) – компилация от две повести
- FirstBorn & Defending Elysium (2013) – компилация от два разказа

## Самостоятелни произведения

### Повести
- Heuristic Algorithm and Reasoning Response Engine (2012) – военна научнофантастична повест, с Итън Скарстед, в антология „Armored“ (съст. Джон Джоузеф Адамс)
- Perfect State (2015)
- Snapshot (2017)
- Dragonsteel Prime (2024)

### Разкази
- Centrifugal (1994), онлайн[15]
- Firstborn (2008), онлайн[16]
- The Lesson (2018), в сборника „L. Ron Hubbard Presents Writers of the Future, Volume 34“ (съст. Л. Рон Хъбард и Дейвид Фарланд)
- I Hate Dragons (2011),онлайн[17]
- Dreamer (2014), в сборника „Games Creatures Play“ (съст. Чарлейн Харис и Тони Л. П. Келнър)
- Failed Hot Dog Story (2017), незавършен, в авторския нюзлетър
- "Long Chills and Case Dough" (2023) – онлайн
- Tailored Realities (2025) – сборник с разкази

### Други
- The Original (2020) – аудиокнига, с Мери Робинет Коуъл

## Документалистика
- Editorial: Give Me Fantasy or Give Me Death (2000), в сп. The Leading Edge (март)
- Editorial: Kill the Elves! (2000), пак там (септември)
- The Leading Edge Turns 20 (2001), пак там (април)
- Outlining (2006), пак там (октомври)
- How I Turn Ideas Into Books (2006), в сп. Deep Magic (бр. 48, май)
- Narrative Soup (2006), пак там (бр. 59/ декември)
- Robert Jordan (2007), във фен сп. Locus (бр. 562/ ноември)
- Ars Arcanum (2008), в The Well of Ascension
- Foreword (2009) – увод към The Gathering Storm
- Ars Arcanum (2010), в The Way of Kings
- Sanderson's Second Law (2011), в сп. Leading Edge (юни 2011 г.)
- ARS Arcanum (2011), в The Alloy of Law: A Mistborn Novel
- About the Author (2012), в The Emperor's Soul
- Postscript (2012) – послепис, пак там
- Writing Cinematic Fight Scenes (2013), в Writing Fantasy Heroes: Powerful Advice from the Pros (автор: Джейсън М. Уолц и Алекс Бледоу)
- Preface (Defending Elysium) (2013), в компилация Firstborn / Defending Elysium
- Preface (Firstborn) (2013), пак там
- Welcome to the Writing Excuses Anthology (2014), в антология Shadows Beneath: The Writing Excuses Anthology
- When Your Story's Climax Isn't an Ending: Fixing Sixth of the Dusk (2014), пак там
- Writing Excuses 7.35: Brainstorming with Dan; Writing Excuses 7.51: Brainstorming with Mary; Writing Excuses 8.9: Brainstorming with Howard; Writing Excuses 9.28 and 9.29: Workshopping Sixth of the Dusk; Writing Excuses 9.30: Workshopping A Fire in the Heavens; Writing Excuses 9.31: Brainstorming with Brandon; Writing Excuses 9.31: Workshopping An Honest Death (2014) – с Мери Робинет Коуъл, Хауърд Тейлър и Дан Уелс, в антологията Shadows Beneath: The Writing Excuses Anthology
- Untitled Essay (2014), в антология Altered Perceptions
- Ars Arcanum (2015), в Elantris
- Postscript (2015) – послепис, пак там
- Note on Seons (2015), пак там
- The Fine Distinction Between Cooks and Chefs (2016), в антологията L. Ron Hubbard Presents Writers of the Future (Vol. 32)
- Postcript (Sixth of the Dusk) (2016), в сборника Arcanum Unbounded: The Cosmere Collection
- Postscript (Allomancer Jak and the Pits of Eltania, Episodes 28 through 30) (2016), пак там
- Postscript (Edgedancer) (2016), пак там
- Postscript (Secret History) (2016), пак там
- Postscript (Shadows for Silence in the Forests of Hell) (2016), пак там
- Postscript (The Eleventh Metal) (2016), пак там
- Postscript (The Emperor's Soul) (2016), пак там
- Postscript (The Hope of Elantris) (2016), пак там
- Postscript (White Sand (excerpt)) (2016), пак там
- Preface (2016) – предисловие, пак там
- Preface (Mistborn) (2017) – упредисловие към The Final Empire
- Note of Jacket Sketch (Mistborn) (2017), пак там
- Postscript (2017) – послепис към Snapshot
- Preface and Acknowledgements (2017) – предисловие и благодарности, в Oathbringer
- Ursula K. Le Guin: A Brief Tribute (2018), в антология Worldcon76: San Jose 2018 – за Урсула Ле Гуин
- Preface (2018) – предисловие към сборника Legion: The Many Lives of Stephen Leeds
- Preface to the Tenth Anniversary Edition (The Way of Kings) (2020)
- Foreword (Dragonsbane) (2021)